# 小林豊子
小林 豊子（こばやし とよこ、1927年（昭和2年）- 2015年（平成27年）10月8日）は、日本の着付け師。「小林豊子きもの学院」初代学院長。組紐「豊縄流」宗家。

## 概要
1927年（昭和2年）、神戸に生まれる。戦後、京都に移住。1965年（昭和40年）に「小林豊子きもの着つけ相談室」を開設。1969年（昭和44年）5月、「小林豊子きもの学院」を創設し学院長に就任する。1979年（昭和54年）、紺綬褒章を受章。同年12月にNHK総合テレビ『婦人百科』に4回にわたり出演。1996年（平成8年）、日本伝統衣裳資料蒐集文化事業の功績により、小林豊子きもの学院が文部大臣表彰を受ける。2014年（平成26年）、若宗家の酒井豊靖が宗家二代目小林豊子を襲名する。2015年死去。

## 著書
- 小林豊子著『教本きもの』小林豊子きもの学院、1970年
- 小林豊子著『教本おび』小林豊子きもの学院、1977年